# Zimny wiatr
Zimny wiatr (isl. Vetrarborgin) – powieść kryminalna islandzkiego pisarza Arnaldura Indriðasona, opublikowana w 2005, a w Polsce w 2013 (w tłumaczeniu Jacka Godka). Jest siódmą powieścią cyklu o detektywie Erlendurze Sveinssonie.

## Treść

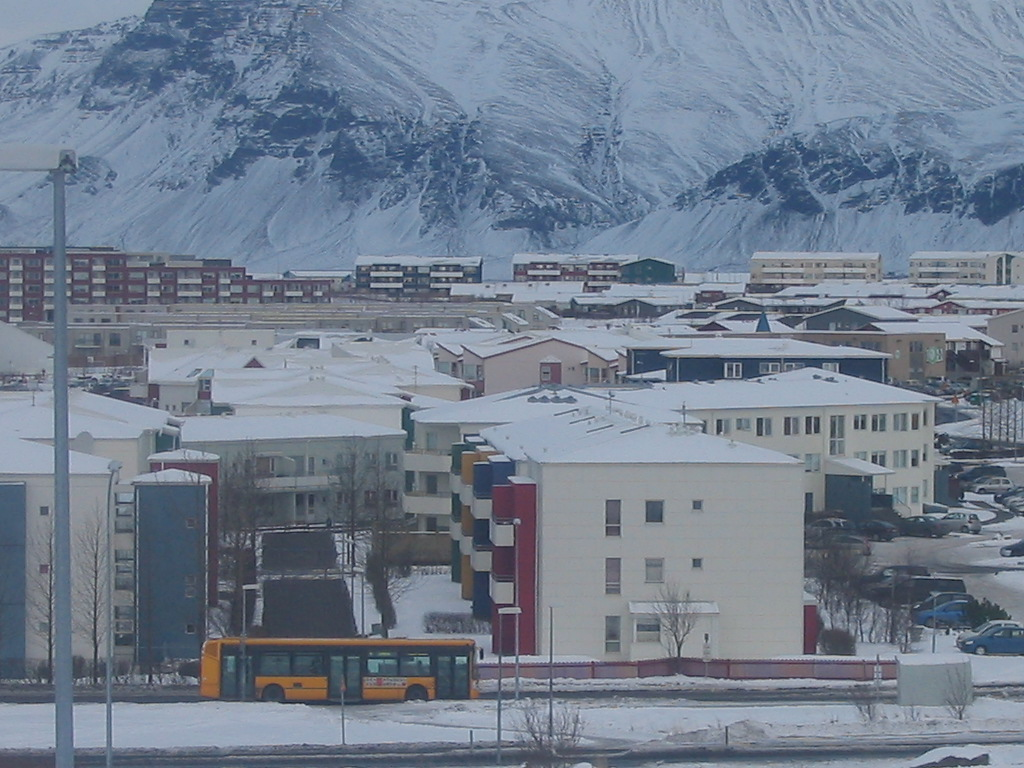
Blokowisko w Reykjavíku zimą. Przed takim blokiem znaleziono martwego Eliasa

Akcja dotyczy islandzkich problemów imigracyjnych i rozgrywa się w mroźnym oraz wietrznym styczniu. Przed jednym z zaniedbanych bloków mieszkalnych w Reykjavíku znalezione zostają zamarznięte zwłoki zabitego ostrym narzędziem 10-letniego chłopca - Eliasa. Jest członkiem rodziny pochodzenia tajskiego. Jego matka to Sunee (pracuje jako kiepsko opłacana robotnica w fabryce słodyczy, rozwiedziona z Islandczykiem), a brat ma na imię Virote. Zwłoki znalazł Filipińczyk - Stefan (13 lat). Wkrótce po zabójstwie znika brat Eliasa - Niran (15 lat), który miał poważne problemy adaptacyjne w społeczeństwie islandzkim. Śledztwo rozgrywa się w środowisku szkolnym. Erlendur odkrywa, że wcześniej dochodziło tu do bójek na tle rasowym. Również niektórzy nauczyciele odnoszą się pogardliwie do przybyszów z Azji (jednym z nich był Kjartan, posądzany o ksenofobię).
W tej części umiera w samotności dawna szefowa Erlendura - Marion Briem. Sigurdur Oli wspomina czasy dzieciństwa, kiedy to uczęszczał do tej samej szkoły, co Elias i brał udział w poważnej bójce w 1979. Opowiada też po raz pierwszy Erlendurowi o swoim ojcu, hydrauliku, nazywanym Syfonem. Sam Erlendur wraca do wspomnień o zaginionym w dzieciństwie bracie, w czym wspomagają go córka Eva Lindt i brat Sindre Snear. Opisuje też pierwsze morderstwo, z jakim się w życiu zetknął - Daggi z sąsiedniego fiordu została zabita nożem do filetowania ryb. Diagnozę społeczeństwa islandzkiego przeprowadza natomiast Egil - nauczyciel ZPT (To społeczeństwo jest coraz bardziej chore. A wy nic na to nie możecie poradzić. Czy to jest taka, islandzka specjalność, ta uległość wobec przestępców?). Dochodzenie pokazuje trudne do utrzymania w ryzach napięcia skrywane przez z pozoru otwarte, liberalne i wielokulturowe społeczeństwo wyspy. Motto powieści pochodzi od Steinna Steinarra: Czy jestem tym, co jeszcze żyje? Czy tamtym, który zmarł?.